# Quindia (cidade)
Quindia (Kindia), também chamada Quindia-Centro por ser capital, é uma cidade guineana localizada na região de Quindia, na prefeitura de Quindia. Em 2014, tinha 170 557 habitantes. Compreende uma área de 907 quilômetros quadrados.